# چیل‌بغاز (بسنی)
چیل‌بغاز {{ترکی|Çilboğaz) (به کردی: Çiloxaz) یک منطقهٔ مسکونی در ترکیه است که در بسنی واقع شده‌است.